# Henry Taylor (dramaturge)
Henry Taylor (18 octobre 1800 - 27 mars 1886) est un dramaturge et poète anglais, fonctionnaire du Colonial Office et homme de lettres.

## Jeunesse
Henry Taylor est né le 18 octobre 1800 à Bishop Middleham. Il est le troisième fils de George Taylor Snr et d'Eleanor Ashworth, décédé alors qu'il est bébé . Son père se remarie avec Jane Mills en 1818, et la famille déménage ensuite à Witton-le-Wear. L'ami de George Taylor Snr, Charles Arbuthnot, trouve des postes professionnels à Londres pour Henry Taylor et son frère aîné, George Taylor Jnr. En 1817, le couple et leur deuxième frère, William, étudiant en médecine, se rendent à Londres. Peu de temps après, les trois frères et sœurs contractent le typhus et ses deux frères sont morts en quinze jours.
À la suite de cette tragédie, Henry Taylor accepte alors de travailler dans l'administration coloniale de la Barbade. La place de Taylor à la Barbade est supprimée en 1820, après quoi il retourne dans la maison de son père.

## Au ministère des Colonies
Taylor obtient un poste de commis au Colonial Office, où il travaille ensuite de 1824 à 1872, par l'intermédiaire de Henry Holland. Dans cette position, Taylor sert sous le secrétaire permanent Robert William Hay (en). Taylor est nommé Chevalier Commandeur de l'Ordre de Saint-Michel et Saint-Georges (KCMG) lors de l'anniversaire de 1869.
Les successeurs de Hay comprennent James Stephen, Herman Merivale et Frederic Rogers (en). Hay, Stephen, Taylor et James Spedding, qui travaillent également travaillé au ministère, ont chacun proposé une réforme. Au cours des années 1830, Taylor et Stephen approuvent les affirmations abolitionnistes du vicomte Howick, à la suite desquelles Stephen remplace Hay.
Taylor est décédé le 27 mars 1886.

## Connexions littéraires

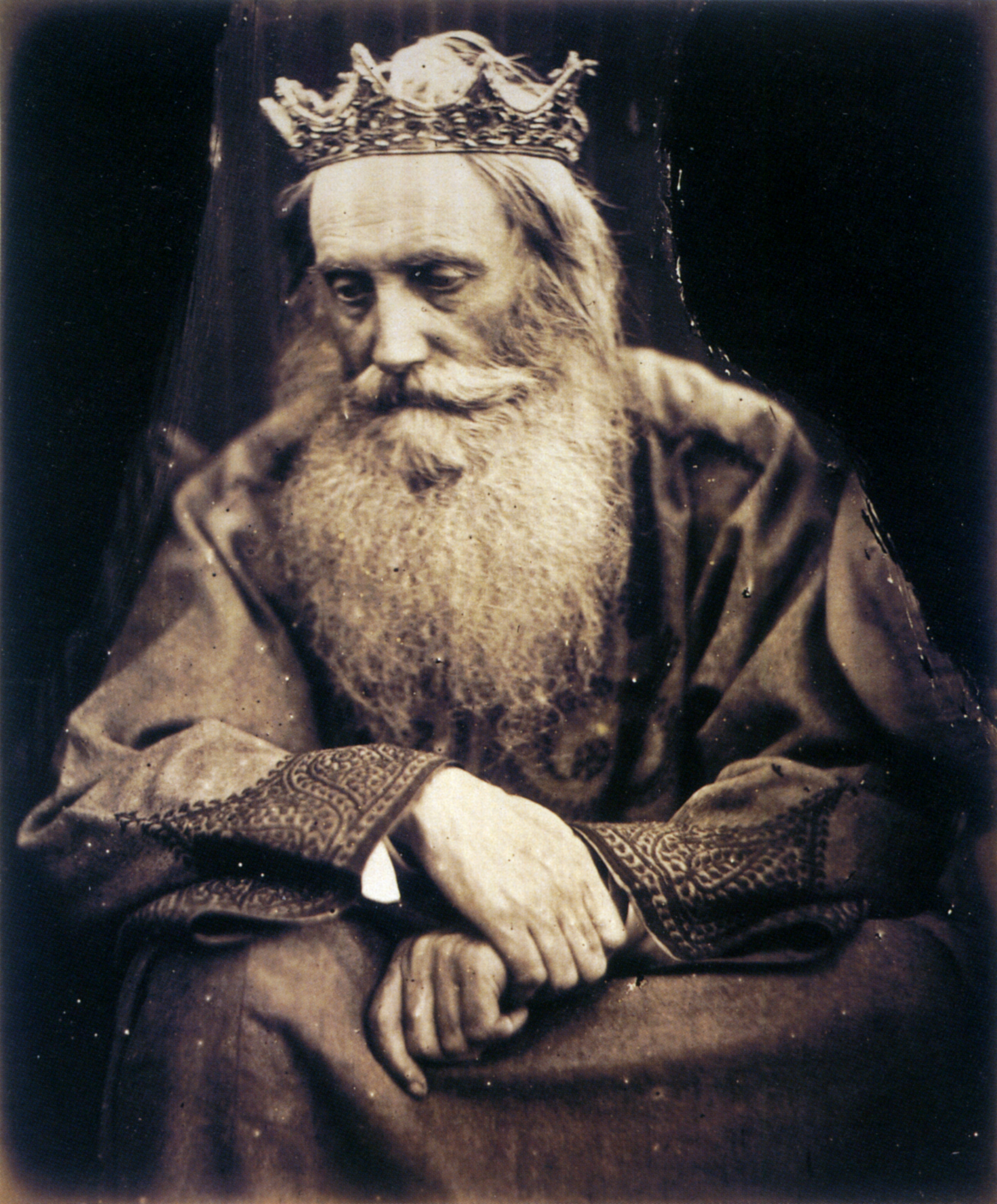
Étude du roi David, par Julia Margaret Cameron. Le roi David est représenté par Sir Henry Taylor, 1866

Taylor écrit des poèmes byroniques et un article sur Thomas Moore, qui en 1822 est accepté pour la revue trimestrielle par William Gifford. De retour à Londres en octobre 1823, il découvre que Gifford a imprimé un autre de ses articles, sur Lord John Russell. Taylor a également contribué au London Magazine.
Son père George est un ami de William Wordsworth. En 1823, lors d'une visite dans le Lake District, Henry Taylor fait la connaissance de Robert Southey, et ils se lient d'amitié. Jane Taylor a une cousine germaine, Isabella Fenwick (1783–1856), qu'il présente à la famille Wordsworth. Elle devient une amie proche de Wordsworth plus tard dans la vie, comme elle l'a été de Taylor jusqu'au moment de son mariage,,. Bien que Fenwick ne soit pas elle-même écrivain, son amitié laisse une impression durable sur les écrits de Taylor et Wordsworth. Dans son autobiographie, Henry Taylor écrit : « Il y a une bonne partie de son esprit dans mes écrits. J'aimerais qu'il y en ait eu plus; et je souhaite qu'elle ait laissé ses pensées derrière elle dans ses propres écrits.
L'œuvre de Taylor lui apporte également des amis littéraires : le cercle de Thomas Hyde Villiers, et son collègue James Stephen,. Grâce à Villiers, il fait la connaissance de Charles Austin, de John Stuart Mill et de quelques-uns des Benthamites. Il prononce des discours en opposition à leurs points de vue, dans la société de débat documentée par Mill. Il les invitent également à des réunions personnelles avec Wordsworth et Southey. Mill présente Taylor à Thomas Carlyle en novembre 1831, initiant une longue amitié. L'opinion de Carlyle sur la « véracité marquée » de Taylor est imprimée à tort par l'éditeur James Anthony Froude comme une « vivacité morbide ». Il connait également John Sterling (en) et fait la connaissance de Fanny Trollope alors qu'il fréquente la cour de Louis Philippe de France.
Taylor aspire à devenir le biographe officiel de Southey. La dispute familiale sur le deuxième mariage de Southey, avec Caroline Anne Bowles, le trouve avec les Wordsworth et d'autres hostiles à Bowles. Il est l'exécuteur testamentaire littéraire de Southey.

## Œuvres
À Witton, Taylor écrit The Cave of Ceada qui est accepté pour la The Quarterly Review. Taylor écrit un certain nombre de pièces de théâtre, dont Isaac Comnenus (1827) et Philip van Artevelde (1834). Ce dernier lui apporte la renommée et suscite des comparaisons avec Shakespeare. En 1845, il écrit un livre de poèmes lyriques. Son essai The Statesman (1836) suscite une certaine controverse, en tant que vision "soi-disant" satirique du fonctionnement de la fonction publique.
Taylor publie son Autobiographie en 1885, qui contient des portraits de Wordsworth, Southey, Tennyson et Walter Scott. Il y donne, pour son propre compte, l'opinion de Richard Whately sur lui comme un « Bacon ressuscité », qui a mieux à faire que d'écrire des vers (que l'on peut laisser aux femmes).
Son poème Edwin le Bel dépeint Charles Elliot dans le rôle du comte Athulf . Thomas Frederick Elliot, le frère de Charles, est un collègue du Colonial Office.

## Réputation littéraire
À son époque, Taylor est très estimé en tant que poète et dramaturge,. Par exemple, JG Lockhart affirme que Philip Van Artevelde assure à Taylor "une place parmi les vrais artistes de son temps", et, jusqu'en 1868, JH Stirling classe Philip plus haut que tout ce qui a été produit par Robert Browning .
Les historiens littéraires modernes, cependant, ont tendance à négliger les réalisations de Taylor en vers et en théâtre et à souligner son importance en tant que critique littéraire, soulignant qu'il est un ardent défenseur de la simplicité stylistique, des sujets enracinés dans la vie courante et de la discipline intellectuelle dans la composition poétique, accordant une importance particulière à une structure claire et raisonnée,.

## Mariage et famille
Taylor épouse Theodosia Alice Spring Rice, fille de Thomas Spring Rice (1er baron Monteagle de Brandon), le 17 octobre 1839. Ils ont cinq enfants, dont la biographe Ida Alice Ashworth Taylor,.